# Guardia Roja (Finlandia)

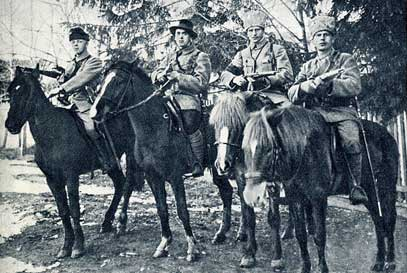
Oficiales de la Guardia Roja durante la guerra civil finlandesa

La guardia roja (en finés: Punakaarti) fue una milicia finlandesa compuesta de revolucionarios socialistas y social-demócratas, que fue derrotada en la guerra civil finlandesa en 1918. El número de efectivos de la Guardia Roja en los inicios del conflicto ascendía a 30.000 hombres y hacia la mitad del mismo alcanzó su máximo de efectivos (entre 90.000 y 120.000). Su base de operaciones era el sur de Finlandia, formando la llamada República Socialista de los Trabajadores de Finlandia, gobernada por la Delegación popular de Finlandia. Estuvieron en el poder desde el 28 de enero de 1918 hasta finales de abril de ese mismo año.
Aproximadamente 10.000 a 13.000 rojos lograron huir a la Rusia soviética. Algunos de ellos lucharon en la Guerra Civil Rusa hasta 1920 contra los blancos finlandeses que invadían Carelia Oriental. La Legión de Múrmansk era una unidad militar organizada por Reino Unido compuesta por miembros de la Guardia Roja del norte de Finlandia que habían huido a Rusia en las primeras etapas de la Guerra Civil finlandesa.
El liderazgo de la Guardia Roja varió durante la guerra: Ali Aaltonen, Eero Haapalainen, Eino Rahja y al final Kullervo Manner.

## Revolución rusa de 1905

### Establecimiento
Los Guardias Rojos finlandeses surgieron durante una huelga general en noviembre de 1905. La huelga comenzó como reacción a la rusificación de Finlandia y fue un esfuerzo conjunto entre el Partido Socialdemócrata de Finlandia en el movimiento obrero. La huelga duró solo una semana, pero en los últimos días las opiniones divergentes crearon una profunda brecha entre las dos partes. La Guardia Nacional, que se estableció para hacer cumplir la ley cuando la policía comenzó a participar, también se dividió en los Guardias Rojos de clase trabajadora y el Cuerpo de Protección alineado con la burguesía. Siguieron algunos incidentes menores, especialmente en Helsinki, pero se evitaron enfrentamientos violentos. Aunque la huelga general había terminado, ambas guardias permanecieron activas. En 1906, el número de miembros de la Guardia Roja se estimó en 25.000

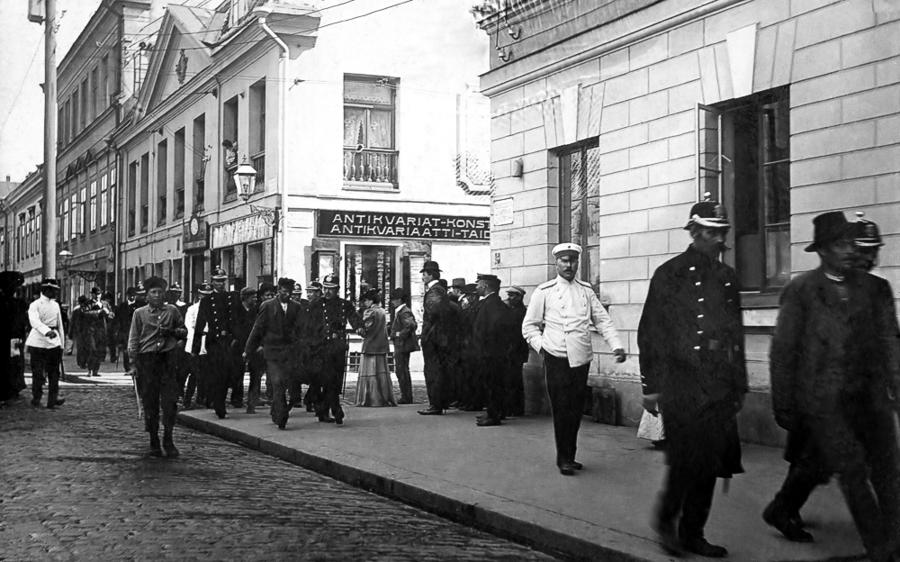
Los comunistas arrestados son detenidos después de la Rebelión de Sveaborg de 1906.

## Disturbios de Hakaniemi
La violencia entre los dos bandos finalmente estalló el 2 de agosto de 1906 durante la rebelión de Sveaborg, una revuelta de los marineros bolcheviques rusos en la Fortaleza de Sveaborg en Helsinki. Cuando comenzó el motín, la Guardia Roja de Helsinki, dirigida por Johan Kock, se unió a la rebelión realizando sabotaje en el continente. El último día de la revuelta, Johan Kock declaró una huelga general por su cuenta, sin permiso del Partido Socialdemócrata de Finlandia, que dirigía el movimiento obrero finlandés en ausencia de un sindicato central. A la huelga se unieron miles de trabajadores de Helsinki.
La burguesía se opuso a la huelga y envió el Cuerpo de Protección al distrito obrero de Hakaniemi para mantener el tráfico de tranvías de la ciudad en movimiento. En la Plaza Hakaniemi, el Cuerpo de Protección fue rodeado por una turba enfurecida de gente local que arrojaba piedras.  El incidente se convirtió en un tiroteo entre el Cuerpo de Protección y los Guardias Rojos, apoyados por un escuadrón de marineros rusos. El motín fue finalmente interrumpido por los cosacos rusos, terminando con dos rojos y siete miembros del Cuerpo de Protección muertos.
Se arrestó a 200 personas, pero solo un líder de pelotón de la Guardia Roja fue condenado, ya que no había suficientes pruebas contra los demás. El funeral de los rojos asesinados se convirtió en una manifestación masiva contra la violencia de la burguesía. El Cuerpo de Protección, por su parte, organizó un gran funeral como protesta contra la violencia roja.
Una vez reprimida la rebelión de Sveaborg, 900 amotinados rusos y unos 100 miembros de la Guardia Roja fueron arrestados. 77 rojos fueron condenados.

### Disolución
Como resultado del Motín de Hakaniemi, el Senado de Finlandia prohibió a ambos guardias. El Partido Socialdemócrata de Finlandia ya había decidido disolver a los Guardias Rojos en el congreso del partido celebrado en Oulu a finales de agosto. Algunos delegados se opusieron a la decisión y tuvieron una reunión secreta donde se estableció una organización clandestina para preservar a los Guardias Rojos. La organización pronto se reveló a los líderes del partido, pero los Guardias Rojos clandestinos estuvieron activos hasta las elecciones generales de 1907 elecciones parlamentarias finlandesas de 1907. Su tarea era estar preparados para la posible revolución en Rusia.

## Revolución Rusa

### Revolución de Febrero

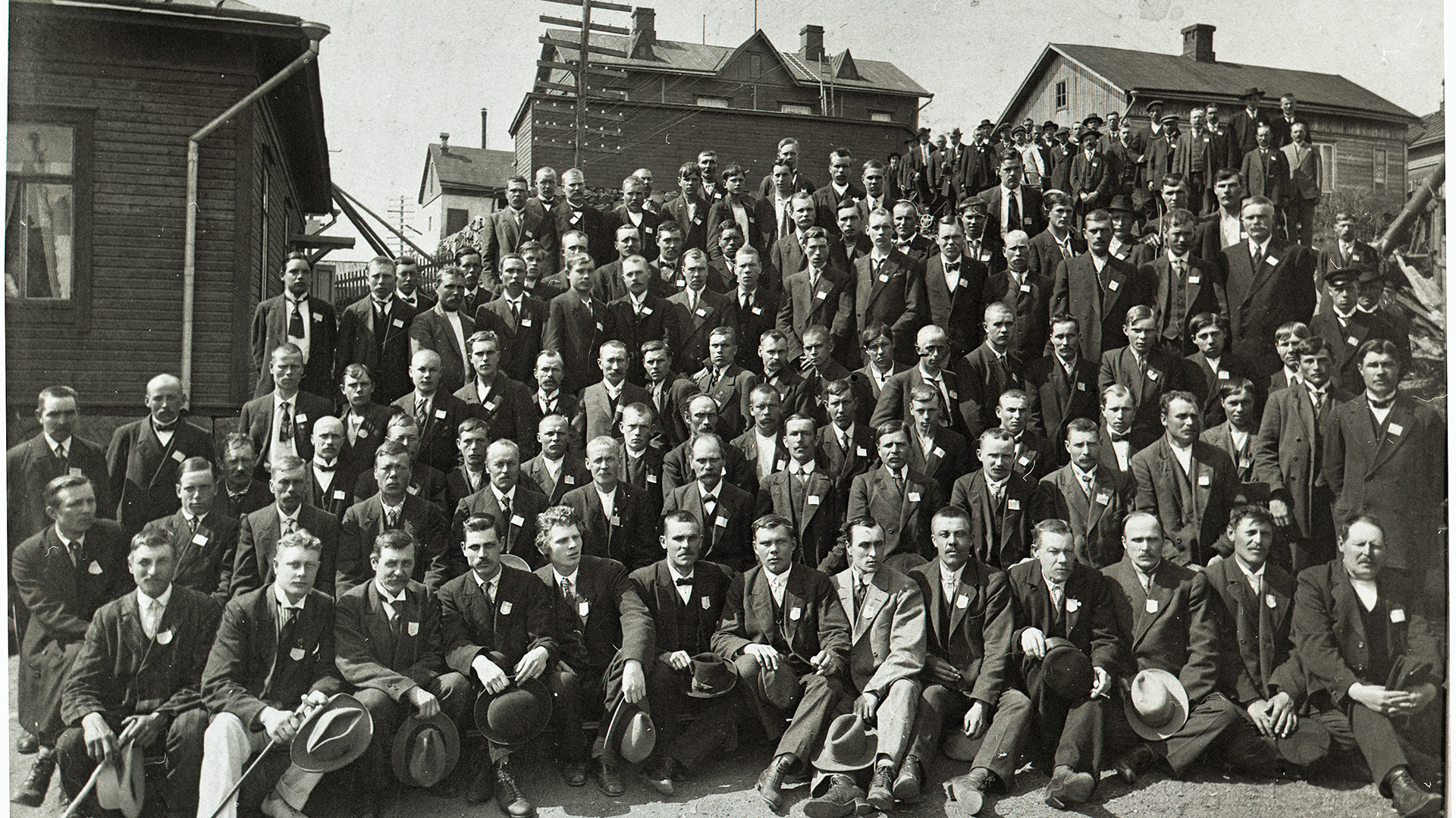
Milicia de trabajadores en el suburbio de Turku durante la huelga general de mayo de 1917.

Los Guardias Rojos se restablecieron durante la Revolución Rusa de 1917 como resultado de disputas sobre la aplicación de la ley y la agitación general en el Gran Ducado de Finlandia. Después de la Revolución de Febrero, la fuerza policial controlada por Rusia perdió su estatus en Finlandia. El papel de hacer cumplir la ley se transfirió primero al Ejército Imperial Ruso, que lo entregó a las organizaciones laborales locales. Las unidades desarmadas establecidas eran temporales y no tenían más objetivos revolucionarios.
Finalmente, a fines de marzo se organizó una nueva "Milicia del Pueblo" en las diecisiete ciudades finlandesas más grandes. La derecha política no aceptó el nuevo arreglo y el Senado formó una comisión para resolver la disputa.
El 18 de julio, la llamada ″ley de poder″ fue aprobada por la mayoría socialdemócrata del parlamento. El poder de promulgar leyes se transferiría de Petrogrado a Helsinki y del Senado al parlamento. Esta ley habría permitido que se formara un gobierno puramente socialdemócrata como consecuencia de la posición que ganó el partido en las elecciones de 1916 (elecciones parlamentarias finlandesas de 1916). El Gobierno provisional ruso se negó a aprobar la ley y, con la cooperación de los partidos burgueses finlandeses, disolvió el parlamento.
En las elecciones de octubre de 1917, el Partido Socialdemócrata perdió su mayoría, aunque siguió siendo el partido más grande con 92 escaños. El Senado ahora disolvió la Milicia del Pueblo y estableció una fuerza policial a la que no se les permitió unirse a los activistas de izquierda y laborales.

### Guardias del Orden de los Trabajadores
La escasez de alimentos provocó un gran número de huelgas agrícolas durante el verano de 1917. El 13 de julio, se produjo un violento enfrentamiento entre los trabajadores agrícolas en huelga y sus empleadores en el municipio finlandés occidental de Huittinen. El incidente se ve a menudo como el comienzo de los eventos que finalmente llevaron a la Guerra Civil en enero de 1918. Después del motín de Huittinen, los granjeros de derecha en la provincia de Satakunta comenzaron a formar Guardias de Protección y pronto fueron seguidos en otras partes del país.
El movimiento obrero respondió estableciendo "Guardias del Orden de los Trabajadores". A principios de octubre, se formaron guardias en diecisiete pueblos y veinte municipios rurales, principalmente en las áreas industrializadas de Turku y Pori, en Uusimaa y en Viipuri.  Estas unidades tenían hasta 7000 u 8000 hombres. El 20 de octubre, la Federación de Sindicatos de Finlandia instó a los sindicatos locales y del partido a establecer Guardias del Orden de los Trabajadores en todo el país.
En las próximas tres semanas, el número de guardias aumentará a 237 con más de 30.000 miembros. Las reglas de la Guardia se publicaron en los periódicos del partido. La formación era muy similar a una organización militar común, aunque el comandante fue reemplazado por un comité de cinco hombres.
Finlandia ahora estaba dividida en dos campos; las clase media y clase alta, incluidos los agricultores ricos, contra la clase obrera, los campesinos pobres y los sin tierra. Los primeros incidentes violentos entre los Guardias Protectores y los Guardias del Orden de los Trabajadores ocurrieron durante la huelga general finlandesa de 1917 en noviembre de 1917. Más trabajadores todavía se unían a los Guardias del Orden, ya que la huelga terminó el 20 de noviembre. El número de miembros era de 40.000 a 50.000. El periodista Ali Aaltonen, que había servido como teniente en el Ejército Imperial Ruso, fue nombrado el primer comandante en jefe de la Guardia de la Orden de los Trabajadores.

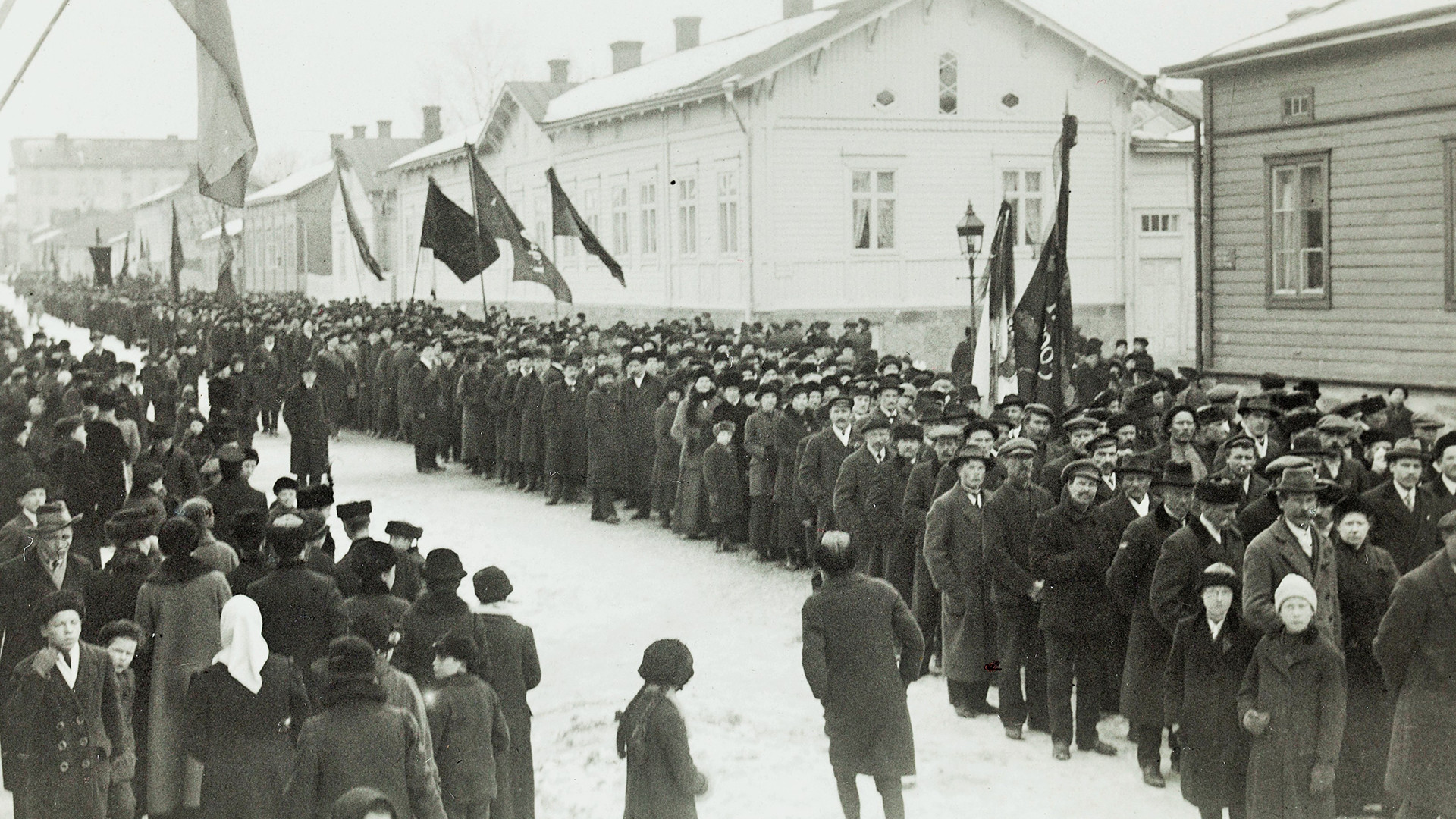
Una manifestación en Turku en marzo de 1917.

La huelga general fue la primera vez que se utilizó la Guardia del Orden de los Trabajadores como organización nacional. En muchos lugares, en realidad estaban dirigiendo la huelga, en lugar de los comités de huelga.  Los guardias actuaban por su cuenta, buscando alimentos y armas en las casas ricas. Como el Cuerpo de Protección de derecha era bastante débil, los Guardias del Orden de los Trabajadores generalmente podían actuar sin ninguna resistencia, aunque, en algunos lugares, el Cuerpo de Protección tomó las armas, lo que resultó en violentos enfrentamientos, presagiando la guerra civil que se avecinaba.
Los Guardias de la Orden de los Trabajadores eran los más poderosos en Helsinki, ya que estaban armados por las tropas rusas. La Guardia de Helsinki capturó a un par de cientos de personas e invadió la Casa de los Estados, lo que impidió que el Senado funcionara. Los líderes del Partido Socialdemócrata condenaron estrictamente este tipo de acción e insistieron en que los guardias militantes deben estar bajo el control del partido. Poco después de la huelga general, el primer congreso de los Guardias de la Orden de los Trabajadores se llevó a cabo en el Salón de los Trabajadores de Tampere del 16 al 18 de diciembre de 1917. Según las nuevas reglas adoptadas en la reunión, los guardias estaban ahora bajo una autoridad incondicional del Partido Socialdemócrata y de la Federación Sindical.

### Deriva hacia la guerra
Después de que Finlandia obtuviera su independencia de la Rusia soviética el 6 de diciembre de 1917, el desacuerdo y el descontento seguían creciendo. Se produjeron incidentes en todo el país cuando los trabajadores en huelga y la Guardia del Orden de los Trabajadores de izquierda se enfrentaron con el Cuerpo de Protección y la burguesía de derecha. Manifestantes desempleados rodearon el ayuntamiento durante dos días en Výborg y en Tampere el ayuntamiento fue capturado por la Guardia de la Orden de los Trabajadores local. En Turku, la Guardia de la Orden ocupó las oficinas de la ciudad y capturó al jefe de policía. El Cuerpo de Protección también atacó a los activistas laborales en algunos lugares.
El 6 de enero, la Guardia del Orden de los Trabajadores de Helsinki se declaró independiente del Partido Socialdemócrata. La unidad pasó a llamarse Guardia Roja de Helsinki. Tres días después, la guardia ocupó la residencia del Gobernador General de Finlandia. Ahora se llamaba Smolna, como el cuartel general bolchevique en Petrogrado. El mismo día, la Guardia de Helsinki envió 200 hombres a Sipoo para buscar armas escondidas por el Cuerpo de Protección local. La operación se convirtió en un tiroteo en el que murieron dos rojos.

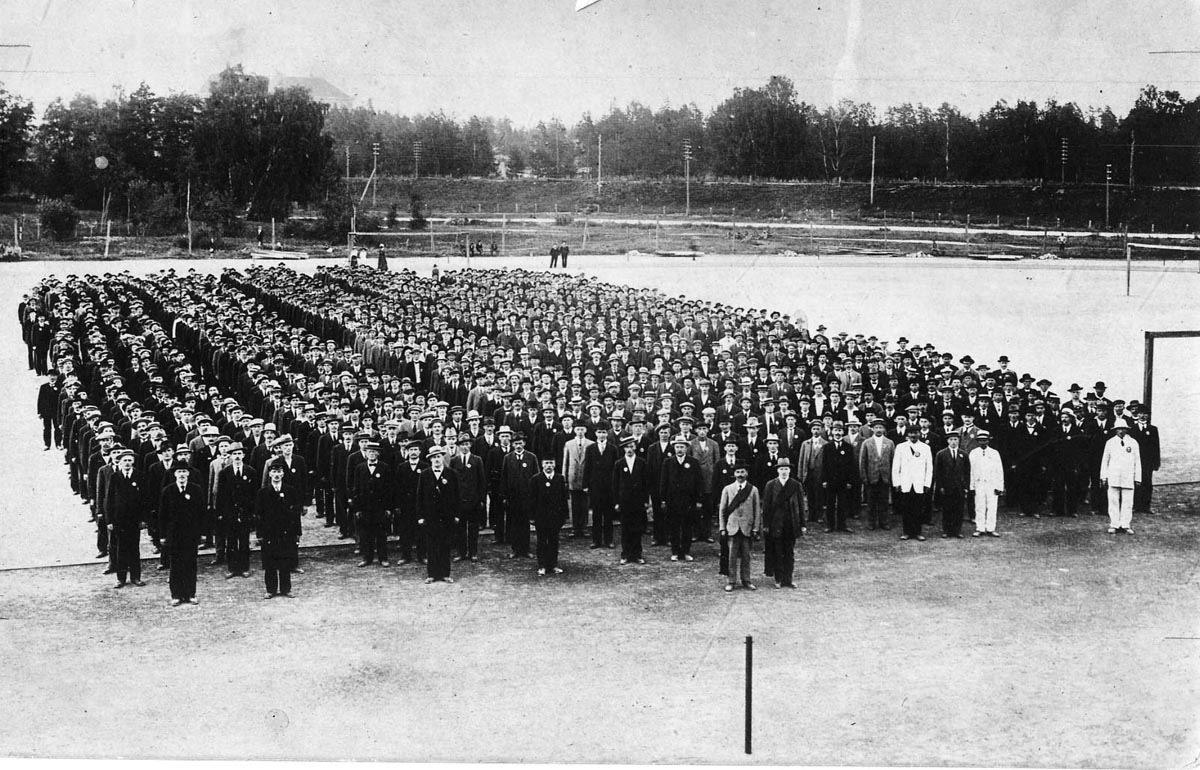
Guardia de la Orden de los Trabajadores de Helsinki en el otoño de 1917.

A principios de 1918, la Guardia del Orden de los Trabajadores todavía tenía muy pocas armas. Por ejemplo, la guardia más grande de Helsinki estaba armada con solo 20 o 30 rifles militares. A principios de enero, el comandante en jefe Ali Aaltonen fue a Petrogrado para adquirir armamento de los bolcheviques. El 13 de enero, Aaltonen informó al Estado Mayor del cargamento de 10.000 rifles y 10 piezas de artillería que serían llevados a Finlandia en un par de semanas. Al mismo tiempo, el Cuerpo de Protección se preparaba para recibir 60.000 rifles del Imperio Alemán.
Hasta ese momento, muchas de las Guardias del Orden de los Trabajadores más grandes estaban ocupadas por radicales que empujaban al movimiento obrero finlandés hacia un conflicto armado. Ya no estaban bajo la autoridad del Partido Socialdemócrata o de la Federación Sindical.  Para mantener unido al movimiento obrero, la dirección del partido se vio obligada a negociar con las guardias revolucionarias.  Muchos de los principales socialdemócratas, como Väinö Tanner, Taavi Tainio y Evert Huttunen, eran moderados y se oponían a la revolución armada ya los actos de los Guardias de la Orden.
Del 19 al 23 de enero, se produjeron violentos enfrentamientos entre la Guardia del Orden de los Trabajadores y el Cuerpo de Protección en el este de Finlandia en Výborg y Luumäki y en la parte occidental del país en Kiikka. En Výborg, la segunda ciudad más grande de Finlandia, el Cuerpo de Protección estaba tratando de tomar el control pero fue expulsado de la ciudad. Otro incidente grave fue en Luumäki, ya que el Cuerpo de Protección incautó 200 rifles en la estación de tren de Luumäki. Dos días después, la Guardia Obrera atacó al Cuerpo de Protección para recuperar las armas.
Finalmente, el 25 de enero, el Senado declaró tropa del Gobierno a los Cuerpos de Protección. Los socialdemócratas y el movimiento obrero interpretaron esto como una declaración de guerra contra la clase obrera.  Como resultado, la Guardia del Orden de los Trabajadores y la Guardia Roja de Helsinki se fusionaron en la Guardia Roja paramilitar de Finlandia (Suomen Punainen Kaarti) y la revolución fue proclamada en la noche del 26 de enero encendiendo una linterna roja como un letrero en la torre del Salón de los Trabajadores de Helsinki. La orden de movilización llegó a la mañana siguiente desde el comité ejecutivo de la Federación Sindical, coincidiendo con el choque espontáneo de Guardias Rojos y Cuerpo de Protección.

## Guerra Civil finlandesa de 1918

### Comandantes

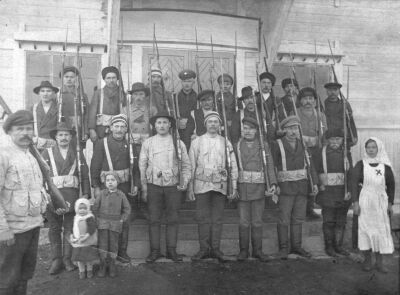
Una unidad de la Guardia Roja de Pertteli.

El primer comandante en jefe de la Guardia Roja fue el exteniente del ejército ruso Ali Aaltonen, quien fue elegido durante la huelga general de noviembre de 1917. Cuando comenzó la Guerra Civil, la tarea  fue entregado a Eero Haapalainen, con el coronel ruso Mikhail Svechnikov como su asesor militar desde finales de febrero. Haapalainen fue expulsado el 20 de marzo y reemplazado por Eino Rahja, Adolf Taimi y Evert Eloranta.  La troika permaneció en la oficina hasta el 10 de abril, cuando Kullervo Manner recibió los derechos del dictador como jefe del Gobierno Rojo y la Guardia Roja. August Wesley se desempeñó como jefe del estado mayor general de la Guardia Roja del 16 de febrero al 6 de abril. El 25 de abril, Manner huyó a la Rusia soviética y durante los últimos diez días de la guerra no hubo comandante en jefe. La gran batalla final se libró en Výborg bajo el mando de Edvard Gylling y Oskar Rantala.

### Tamaño

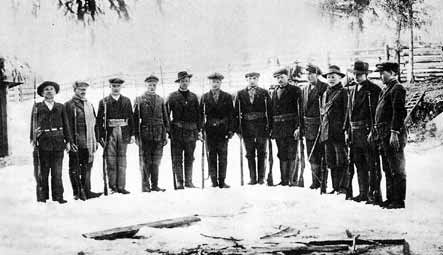
Una unidad de la Guardia Roja en Pukkila.

Debido a registros incompletos y destruidos, se desconoce el número exacto de hombres que sirvieron en la Guardia Roja. Los historiadores proporcionan estimaciones entre 80.000 y 100.000 hombres. Cuando comenzó la guerra, el número era de unos 40.000, pero al final de la guerra, la fuerza total aumentó a 80.000-100.000 hombres y mujeres, incluidas 2.600 mujeres combatientes y miles de mujeres en las unidades de mantenimiento desarmadas. Aproximadamente 40.000 estaban en el frente en cualquier momento. La unidad individual más grande fue la Guardia Roja de Helsinki con una fuerza de 8.000 a 10.000 hombres y mujeres. Otras unidades importantes eran las Guardias Rojas de Tampere y Výborg y la Guardia Roja Finlandesa de Petrogrado. Las Guardias Femeninas tenían entre 2000 y 2600 miembros. La participación rusa se mantuvo baja, aunque 40.000 soldados del Ejército Imperial Ruso y la Flota del Báltico todavía estaban en Finlandia. Solo unos pocos cientos se unieron a la Guardia Roja, incluidas unas pocas docenas de oficiales.  La mayoría de las tropas rusas simplemente querían abandonar el país y regresar a casa. Además de las tropas con base en Finlandia, los bolcheviques de Petrogrado apoyaron a los rojos en algunas batallas en el frente de Carelia.

### Organización
Los Guardias Rojos estaban compuestos por trabajadores industriales, trabajadores rurales sin tierra. La mayoría de ellos eran miembros de la Federación de Sindicatos de Finlandia.  El número de personas de clase media era muy pequeño. La edad promedio era entre 20 y 30 años, los luchadores más jóvenes tenían entre 15 y 16 años. Las unidades militares rojas estaban formadas por infantería, artillería y una pequeña unidad de caballería.  Las armas y otros equipos se recibieron principalmente de las tropas rusas.  A principios de febrero, llegó desde Petrogrado un tren comandado por Jukka Rahja, con un cargamento de 15.000 rifles, ametralladoras, piezas de artillería y 2 millones de cartuchos, que había comprado el comandante en jefe Ali Aaltonen de los bolcheviques. Los rojos también tenían seis trenes blindados y un par de aviones pilotados por pilotos rusos.

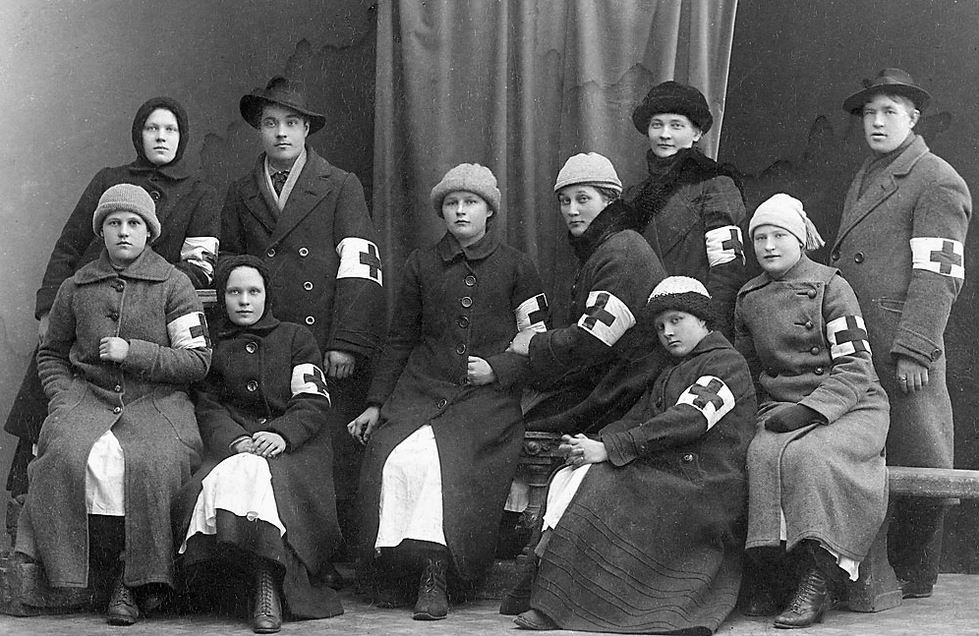
Unidad médica en Pispala

El estado mayor general estaba ubicado en Helsinki, con los principales estados mayores subordinados en Tampere y Výborg. La infantería se dividió en regimiento y batallón. Una unidad de la Guardia Roja generalmente estaba formada por hombres de algún sindicato local.  Por ejemplo, la Guardia Roja de Helsinki tenía unidades compuestas por zapateros, sastres, herreros, caldereros, fontaneros, canteros, etc. También algunos clubes deportivos obreros formaron sus propias plantillas. En las zonas rurales, las unidades eran ensambladas por los hombres de la misma localidad. Los combatientes de la Guardia Roja recibían un salario que a veces era incluso mayor que el que cobraban por su trabajo habitual. Como había un alto desempleo, el dinero era una de las razones para unirse a la guardia. Muy pocos rojos tenían algún tipo de experiencia militar. Los que habían servido en el Ejército Imperial Ruso solían ser votados como líderes de compañía.  Los combatientes de la Guardia Roja tuvieron un breve entrenamiento militar antes de ser enviados al frente. Las batallas generalmente se peleaban como un día normal de trabajo.  La lucha comenzó al amanecer y al ponerse el sol, los hombres regresaron a la base.  En el Frente Tavastia, algunas tropas incluso pasaron la noche en Tampere, regresando al frente en tren por la mañana.
Los principales problemas de los Guardias Rojos eran la falta de equipo, el liderazgo y el entrenamiento deficientes y la escasez de alimentos en el frente. La práctica de elegir funcionarios democráticamente hizo que la disciplina fuera laxa.  A veces, esto condujo a una falta de voluntad general para realizar operaciones ofensivas o para operar fuera de sus áreas locales. Los Guardias Rojos no tenían una estructura de mando clara. Los comandantes locales desarrollaron sus propios planes, que no siempre coincidieron con los elaborados por el estado mayor general en Helsinki. Como había muy pocos oficiales entrenados, las tácticas del campo de batalla debían mantenerse básicas.

### Guerra civil

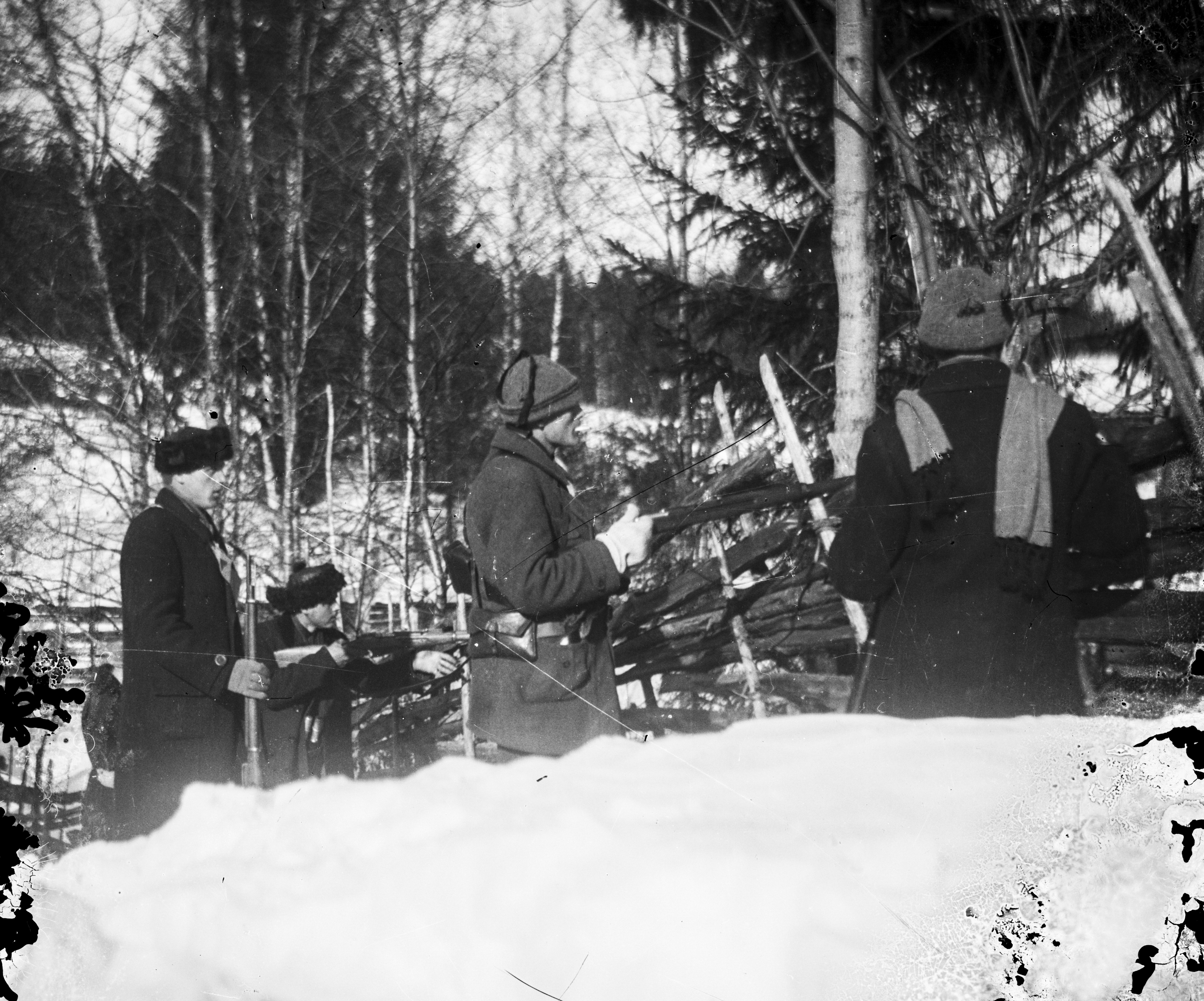
Guardias Rojos combatiendo en Ruovesi.

Cuando comenzó la guerra el 27 de enero, los Guardias Rojos ocuparon la capital, Helsinki, y las ciudades más grandes del sur industrializado de Finlandia.  Pronto se estableció la línea del frente, que se extendía desde el Golfo de Botnia hasta el Istmo de Carelia, de 30 a 50 kilómetros al norte de Pori, Tampere, Lahti, Lappeenranta y Výborg. Los blancos ocuparon el norte rural de Finlandia, donde los pocos bastiones rojos cayeron en menos de dos semanas sin ninguna resistencia fuerte. La última ciudad ocupada por los rojos en el norte fue Varkaus, que los blancos tomaron el 21 de febrero. En las regiones de Ostrobotnia, Finlandia Central, Savonia y Carelia del Norte, la mayoría de los rojos fueron capturados, pero en Laponia muchos pudieron huir a Suecia, Noruega o la Rusia soviética
Las operaciones militares rojas se dividieron en tres teatros principales: el Frente Occidental (provincias de Satakunta y Häme), el Frente Medio (Provincia de Savonia) y  el Frente Oriental (en Výborg).  El área más al norte del frente occidental, ubicada al norte de Tampere, a menudo se conocía como el frente norte. El estado mayor general de la Guardia Roja trabajaba en Helsinki, con importantes estados mayores subordinados en Tampere y Výborg. Como importante nudo ferroviario, Lahti también era una ciudad importante para el ejército rojo. Allí se organizó y entrenó un gran número de unidades antes de enviarlas a los frentes orientales en Savo y Karelia.
Los Rojos lanzaron tres ofensivas importantes;  a principios de febrero, 21 de febrero y 10 de marzo. El objetivo era tomar los ferrocarriles este-oeste que conectan Ostrobotnia, Savonia y Karelia. Desde allí, los rojos podrían atacar las fortalezas blancas más fuertes, así como la capital blanca de Vaasa. Sin embargo, las ofensivas fracasaron y la primera línea permaneció en la misma posición desde principios de febrero hasta mediados de marzo.
El 15 de marzo, los blancos lanzaron su gran ofensiva contra los rojos en el norte de Häme, donde el frente rojo colapsó en un par de días. Los blancos ahora podían sitiar Tampere, militarmente la ciudad roja más importante. La Batalla de Tampere se libró del 23 de marzo al 6 de abril. Fue la batalla más feroz de la Guerra Civil finlandesa y, en ese momento, también la batalla urbana más grande del mundo. La batalla de Tampere terminó con ejecuciones en masa de los rojos que se rendían, de los cuales 10000 a 11000 fueron capturados y miles huyeron de las áreas circundantes.

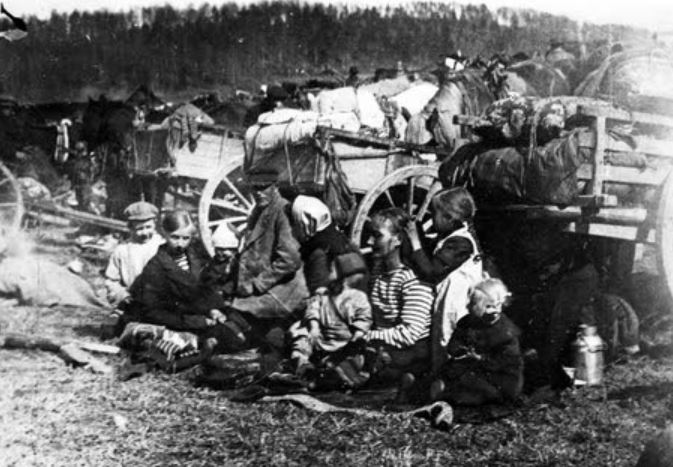
Una familia refugiada capturada en Lahti.

Al mismo tiempo, las tropas del Imperio Alemán desembarcaron en la costa sur de Finlandia y lanzaron su campaña para apoyar a los blancos.  El 6 de abril, la Gobierno Rojo y el Estado Mayor de la Guardia Roja partieron de Helsinki hacia Výborg.  Las unidades rojas en las provincias occidentales de Satakunta y Finlandia Propia recibieron la orden de retirarse al este de Finlandia. La intención era reorganizar las tropas detrás del río Kymijoki, pero el plan nunca se llevó a cabo. En cambio, la orden provocó un éxodo masivo de refugiados cuando decenas de miles de combatientes de la Guardia Roja, sus familiares y otros partidarios rojos huyeron hacia el este.
Cuando los alemanes tomaron Helsinki el 13 de abril, se rindieron hasta 8.000 rojos locales.  Miles más de la provincia de Uusimaa se unieron a la columna de refugiados que venía del oeste. En dos semanas, más de 100.000 refugiados rojos se dirigieron al este para huir a la Rusia soviética. Unos 12.000 lograron cruzar la frontera, mientras que la mayoría de los restantes fueron capturados. A finales de abril, hasta 30.000 civiles y combatientes rojos cayeron en manos de las tropas alemanas y blancas en Lahti. Los capturados fueron colocados primero en el campo de Fellman, y luego transferidos a varios campos de prisioneros en el sur de Finlandia. Aunque la mayoría de las mujeres y los niños fueron liberados, entre 200 y 600 mujeres rojas fueron ejecutadas y cientos de otras fueron trasladadas a otros campos de prisioneros. La última gran batalla tuvo lugar en Výborg, que los blancos ocuparon el 29 de abril. El último bastión rojo restante estaba en la provincia de Kymenlaakso donde los rojos finalmente se rindieron a los alemanes el 6 de mayo.
Entre el 23 de marzo y el 18 de abril también se produjeron algunos enfrentamientos en la remota Laponia oriental. El nacionalista de Carelia Iivo Ahava estaba luchando contra los blancos que lanzaron la expedición de Viena para anexar la Carelia Blanca rusa a la recién independizada Finlandia. Ahava formó una unidad de la Guardia Roja en la ciudad rusa de Kandalaksha de los Rojos que habían huido de Laponia. Otros dos Guardias Rojos finlandeses se formaron en Knyazhaya Gubá y Kem. A mediados de marzo, estas unidades contaban con hasta 2.500 hombres. Ahava logró detener a los blancos y también estaba ansioso por atacar su retaguardia en el norte de Finlandia.  Sin embargo, los líderes rojos no estaban interesados en apoyarlo ya que consideraban que la guerra se determinaría en las zonas pobladas del sur.